# Anthony Douglas
Anthony Lindsey Douglas (Point Fortin; 16 de agosto de 1952) es un delantero de fútbol retirado de Trinidad y Tobago.

## Trayectoria
Su primer club fue el Point Fortin Civic de su ciudad en 1971. En 1974, firmó con Los Angeles Aztecs de la North American Soccer League.
En 1976, los aztecas lo intercambiaron con los San Jose Earthquakes a cambio de Laurie Calloway. Luego, los Earthquakes lo enviaron cedido a los Utah Golden Spikers de la American Soccer League.
En 1977, se mudó al California Sunshine. Luego en el invierno de la temporada 1978-79, jugó para el Cleveland Force de la Major Indoor Soccer League.
En 1980, regresó al fútbol al aire libre (y al sur de California) para jugar en el Maccabi Los Angeles. Cuando Maccabi se retiró después de la temporada de 1982, él también lo hizo.

## Clubes
| Club                         | País              | Año       |
| ---------------------------- | ----------------- | --------- |
| Point Fortin Civic           | Trinidad y Tobago | 1971-1973 |
| Los Angeles Aztecs           | Estados Unidos    | 1974-1975 |
| San Jose Earthquakes         | Estados Unidos    | 1976      |
| Utah Golden Spikers (cesión) | Estados Unidos    | 1976      |
| California Sunshine          | Estados Unidos    | 1977-1978 |
| Cleveland Force              | Estados Unidos    | 1978-1979 |
| Maccabi Los Angeles          | Estados Unidos    | 1980-1982 |

## Palmarés

### Títulos nacionales
| Título                       | Equipo              | País           | Año  |
| ---------------------------- | ------------------- | -------------- | ---- |
| North American Soccer League | Los Angeles Aztecs  | Estados Unidos | 1974 |
| National Challenge Cup       | Maccabi Los Angeles | Estados Unidos | 1981 |